# Mihály Deák Bárdos
Mihály Deák Bárdos (* 30. Januar 1975 in Miskolc) ist ein ungarischer Ringer im griechisch-römischen Stil. Sein Verein ist Vasas Budapest. Er ist 1,95 Meter groß und ringt in der Klasse bis 120 Kilogramm.

## Karriere
Deák Bárdos trat anfangs noch sowohl im griechisch-römischen als auch im Freistil an. Bei der Junioren-EM 1993 und auch noch zwei Jahre später bei den Weltmeisterschaften der Espoirs startete er im freien Stil. 1997 rang er bei den Europameisterschaften der Senioren im griechisch-römischen Stil, in dem er bis heute startet.
1997 wurde er bei der EM in Kouvola Elfter. Wenige Monate später startete er bei den Weltmeisterschaften in Breslau. Er konnte seine ersten drei Kämpfe gewinnen. Mit Piotr Kotok aus der Ukraine bekam er in der vierten Runde einen schweren Gegner, doch er besiegte ihn mit 1:0 und zog in das Finale ein, wo ihm Alexander Karelin gegenüberstand. Bereits nach 3:35 Minuten war der Kampf beendet, nach dem Deák Bárdos hoffnungslos mit 0:13 in Rückstand lag. 1998 belegte er bei den Europameisterschaften den vierten, bei den Weltmeisterschaften den neunten Platz.
Bei den Europameisterschaften 1999 hatte Deák Bardos enormes Lospech. In der ersten Runde traf er auf den so gut wie unschlagbaren Alexander Karelin, der sich später die Europameisterschaft sicherte. Der Kampf wurde vorzeitig beim Stand von 0:4 für Karelin abgebrochen. Gegen Dsmitryj Dsjabelka aus Weißrussland war er ebenfalls ohne Siegchance und so wurde er 15. von 15 Teilnehmern. Das Weltmeisterschaftsturnier in Athen begann Deák Bárdos mit einem Sieg über den Rumänen Ioan Ticala. Gegen den gleich gut eingeschätzten US-Amerikaner Dremiel Byers verlor er jedoch mit 1:4. In der vierten Runde schulterte er den Israeli Youri Evseytchik kurz vor Ende des Kampfes. Sein Gegner in der fünften Runde hieß Héctor Milián, gegen den Deák Bárdos 0:4 nach Punkten verlor.
Das Olympiajahr 2000 begann er mit dem dritten Platz bei der EM in Moskau. Bei den Olympischen Spielen, wo er für die 2. Runde gesetzt war, traf er wieder mal auf Karelin. Karelin gewann diesmal schon nach 1:48 Minute. In der zweiten Runde besiegte er zwar seinen zweiten großen Gegner Sergei Mureiko, doch der Sieg fiel knapp aus und Deák Bárdos schied als Elfter aus dem Turnier aus.
2001 konnte er seinen bis dahin wohl größten Erfolg feiern. Bei den Europameisterschaften in Istanbul wurde er Europameister und reiste mit hohen Erwartungen nach Patras zu den Weltmeisterschaften. Dort erwischte er einen guten Start. Er siegte vier Mal in Folge und qualifizierte sich für das Finale. Sein dortiger Gegner hieß Rulon Gardner. Mihály Deák Bárdos und der US-Amerikaner lieferten sich einen typischen Schwergewichtskampf, aus dem aber Gardner nach 9 Minuten mit 2:0 als Sieger herausging.
2002 musste er sich ein weiteres Mal im Finale geschlagen gegeben. Der Russe Juri Patrikejew war im Finale der Europameisterschaft in Seinäjoki stärker. Auch bei den Weltmeisterschaften in Moskau begann alles sehr gut. Er gewann unter anderem gegen den Finnen Juha Ahokas (3:0) und gegen Juri Patrikejew mit 2:1 nach Verlängerung. Das Finale bestritt er gegen Dremiel Byers; Deák Bárdos konnte zum dritten Mal in Folge ein Finale nicht gewinnen, denn Byers gewann mit 3:0.
Das Pech bei Turnierendkämpfen setzte sich auch 2003 fort. Bei den Europameisterschaften in Belgrad setzte er sich wieder viermal in Folge teils deutlich durch. Im Finale rächte sich jedoch Juha Ahokas für die Niederlage bei den Weltmeisterschaften im vergangenen Jahr mit 5:2. Doch schon bei den Weltmeisterschaften im gleichen Jahr besiegte Deák Bárdos Ahokas wieder. Später kam er wieder ins Finale, verlor aber gegen Chassan Barojew mit 1:3. Bei den Olympischen Sommerspielen 2004 in Athen belegte Deák Bárdos am Ende nur Rang 10.
In den folgenden Jahren startete er weiterhin für Ungarn, jedoch ohne erwähnenswerte Erfolge. Beim Weltcup-Turnier 2008 im ungarischen Szombathely wurde er Erster, vor seinem Dauerkonkurrenten Dremiel Byers. Im selben Jahr wurde er in Peking bei seiner dritten Olympiateilnahme Achter. 2009 konnte er sich bei der Europameisterschaft in Vilnius auf das Träppchen kämpfen. Nachdem er zunächst dem Schweden Jalmar Sjöberg unterlag, gewann er seine nächsten zwei Kämpfe und holte schließlich Bronze.

## Erfolge
- 1997, 11. Platz, EM in Kouvola, GR, bis 125 kg, mit einem Sieg über Mario Miketek, Kroatien und zwei Niederlagen gegen Alexander Besrutschkin, Russland und Saban Donat, Türkei
- 1997, 2. Platz, WM in Breslau, GR, bis 130 kg, mit Siegen über Damao Yuan, China, Sergei Fjodorow, Estland, Sergei Silitsch, Weißrussland und Piotr Kotok, Ukraine und eine Finalniederlage gegen Alexander Karelin, Russland
- 1998, 4. Platz, EM in Minsk, GR, bis 130 kg, mit Siegen über Roussos Iliakis, Griechenland, Eddy Bengtsson, Schweden, Dsmitryj Dsjabelka, Weißrussland und zwei Niederlagen gegen Heorhij Soldadse, Ukraine und Sergei Mureiko, Bulgarien
- 1998, 9. Platz, WM in Gävle, GR, bis 130 kg, mit Siegen über Omrane Ayari, Tunesien und Eddy Bengtsson und Niederlagen gegen Matt Ghaffari, USA und Mirian Giorgadse, Georgien
- 1999, 15. Platz, EM in Sofia, GR, bis 130 kg, mit Niederlagen gegen Alexander Karelin und Dsmitryj Dsjabelka
- 1999, 7. Platz, WM in Athen, GR, bis 130 kg, mit Siegen über Ioan Ticala, Rumänien und Juri Evseytchik, Israel und zwei Niederlagen gegen Dremiel Byers, USA und Héctor Milián, Kuba
- 2000, 3. Platz, EM in Moskau, GR, bis 130 kg, hinter Alexander Karelin und Sergei Mureiko und vor Juri Evseytchik, David Vála, Tschechien, Eddy Bengtsson und Heorhij Soldadse
- 2000, 11. Platz, OS in Sydney, GR, bis 130 kg, mit Sieg über Sergei Mureiko und einer Niederlage gegen Alexander Karelin
- 2001, 1. Platz, EM in Istanbul, GR, bis 130 kg, vor Fatih Bakir, Türkei, Sergei Mureiko, Juha Ahokas, Finnland, Alexei Kolesnikow, Russland und Youri Evseytchik
- 2001, 2. Platz, WM in Patras, GR, bis 130 kg, mit Siegen über Young-Jin Yang, Südkorea, Alireza Garibi, Iran, Eddy Bengtsson und Xenofon Koutsioubas, Griechenland und einer Finalniederlage gegen Rulon Gardner, USA
- 2002, 2. Platz, EM in Seinäjoki, GR, bis 120 kg, mit Siegen über Giuseppe Giunta, Italien, Helger Hallik, Estland, Yekta Yılmaz Gül, Türkei und Youri Evseytchink und einer Finalniederlage gegen Juri Patrikejew, Russland
- 2002, 2. Platz, WM in Moskau, GR, bis 120 kg, mit Siegen über Woo Park, Südkorea, Juha Ahokas, Georgi Tsurtsumia, Kasachstan und Juri Patrikejew und eine Finalniederlage gegen Dremiel Byers
- 2003, 2. Platz, EM in Belgrad, GR, bis 120 kg, mit Siegen über Yannick Szczepaniak, Frankreich, Aleksandrs Gedzjuns, Lettland, Dsmitryj Dsjabelka, Weißrussland und Fatih Bakir, Türkei und eine Finalniederlage gegen Juha Ahokas
- 2003, 2. Platz, WM in Créteil, GR, bis 120 kg, mit Siegen über David Vala, Giuseppe Giunta, Juha Ahokas und Mindaugas Mizgaitis, Litauen und einer Finalniederlage gegen Chassan Barojew, Russland
- 2004, 10. Platz, OS in Athen, GR, bis 120 kg, mit einem Sieg über Juha Ahokas und einer Niederlage gegen Sajad Barzi, Iran
- 2005, 7. Platz, EM in Warna, GR, bis 120 kg, mit einem Sieg über Yannick Szczepaniak und Niederlagen gegen Sergei Arthjukin, Russland und Xenefon Koutsioubas
- 2005, 2. Platz, WM in Budapest, GR, bis 120 kg, mit Siegen über Naoki Sawada, Japan, Sergei Arthjukin und Mindaugas Mizgaitis und eine Finalniederlage gegen Mijaín López, Kuba
- 2006, 3. Platz, Welt-Cup in Budapest, GR, bis 120 kg, hinter Mijaín López und Chassan Baroew
- 2006, 5. Platz, WM in Guangzhou, GR, bis 120 kg, mit Siegen über Oleksandr Tschernezkyj, Ukraine, Gwang-Seo Kim, Südkorea und Masoud Hashemzadeh, Iran und Niederlagen gegen Mijaín López und İsmail Güzel, Türkei
- 2007, 5. Platz, WM in Baku, GR, bis 120 kg, nach Siegen über Nurbek Ibragimow, Kirgisistan, Milos Dejanovic, Montenegro und Oleksandr Tschernezkyj und Niederlagen gegen Mijaín López und Juri Patrikejew
- 2008, 1. Platz, World Cup in Szombathely, GR, bis 120 kg, vor Dremiel Byers
- 2008, 18. Platz, EM in Tampere, GR, bis 120 kg, nach einer Niederlage gegen David Vala
- 2008, 8. Platz, OS in Peking, GR, bis 120 kg, nach einem Sieg über Ari Taub, Kanada und eine Niederlage gegen Yannick Szczepaniak, Frankreich
- 2009, 5. Platz, World Cup in Clermont-Ferrand, GR, bis 120 kg, u. a. hinter Sieger Mijaín López und Juri Patrikejew
- 2009, 3. Platz, EM in Vilnius, GR, bis 120 kg, nach einer Niederlage gegen Jalmar Sjöberg, Schweden und Siegen über Iwan Iwanow, Bulgarien und Alexander Anutschin, Russland
- 2009, 5. Platz, Golden Grand Prix in Baku, GR, bis 120 kg, u. a. hinter Sieger Masoud Hashemzadeh und Dremiel D. Byers
- 2009, 8. Platz, WM in Herning, GR, bis 120 kg, nach Siegen über Rocco Ficara, Italien und Lukasz Banak, Polen und Niederlagen gegen Dremiel D. Byers und Jalmar Sjöberg
- 2009, 7. Platz, World Cup in Jerewan, GR, bis 120 kg, Sieger: Juri Patrikejew vor Rıza Kayaalp
- 2010, 3. Platz, Golden Grand Prix in Szombathely, GR, bis 120 kg, hinter Riza Kaayalp, Türkei und Radomir Petkovic, Serbien
- 2010, 10. Platz, EM in Baku, GR, bis 120 kg, nach einem Sieg über Heiki Nabi, Estland und einer Niederlage gegen Johan Eurén, Schweden
- 2010, 3. Platz, Golden Grand Prix in Baku, GR, bis 120 kg, hinter Riza Kaayalp und Babak Ghorbani Goldasteh, Iran
- 2010, 18. Platz, WM in Moskau, GR, bis 120 kg, nach einer Niederlage gegen Riza Kaayalp
- 2011, 2. Platz, Golden Grand Prix, GR, bis 120 kg, hinter Nurmachan Tinalijew, Kasachstan und vor Anton Đok, Kroatien